# Island Pond (Vermont)
Island Pond es un lugar designado por el censo ubicado en el condado de Essex en el estado estadounidense de Vermont. En el año 2010 tenía una población de 821 habitantes y una densidad poblacional de 70,17 personas por km².

## Geografía
Island Pond se encuentra ubicado en las coordenadas 44°48′53″N 71°52′49″O / 44.81472, -71.88028.

## Demografía
Según la Oficina del Censo en 2000 los ingresos medios por hogar en la localidad eran de $25,547 y los ingresos medios por familia eran $31,250. Los hombres tenían unos ingresos medios de $25,577 frente a los $23,542 para las mujeres. La renta per cápita para la localidad era de $13,207. Alrededor del 19.4% de la población estaba por debajo del umbral de pobreza.